# Puritanisme

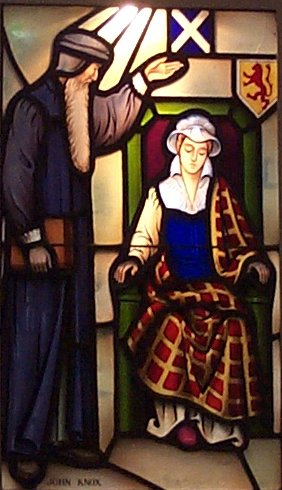
John Knox vermaant Maria I van Schotland. Gebrandschilderd raam in de Convenant Presbyterian Church in Long Beach, Californië

Het puritanisme is een protestantse stroming die ontstond als reactie op de Anglicaanse Kerk, die volgens de aanhangers te Rooms was. Centraal in het puritanisme staan de persoonlijke relatie met God en Christus door het geloof en de levensheiliging van de christen. Belangrijke onderdelen van de puriteinse levensstijl zijn een intensieve studie van de Bijbel en een strikte zondagsheiliging. Een aanhanger van het puritanisme wordt een puritein genoemd.
Kenmerkend voor puriteinse prediking is dat men een stelling formuleert die opkomt uit de Schriftlezing, waarna men die stelling met bewijzen uit de Schriftlezing en andere bijbelteksten beargumenteert en daarna komt met een persoonlijke toepassing. Die toepassing is afgestemd op de hoorders die men onderverdeelt in verschillende 'soorten', waarvan gelovig en ongelovig de hoofdgroepen zijn.

## Geschiedenis
Het puritanisme is in het laatste kwart van de zestiende eeuw opgekomen als reactie op de hoofdstroom van de Anglicaanse Kerk. De puriteinen meenden dat in de Anglicaanse Kerk nog te veel Roomse elementen bewaard waren gebleven en pleitten daarnaast voor een persoonlijker beleving van het christelijk geloof (bekering en wedergeboorte) en een striktere levenswandel (heiliging). Inspiratiebronnen voor het puritanisme waren de Lollards, volgelingen van John Wyclif, en William Tyndale, de eerste protestant die de Bijbel in het Engels vertaalde.
Het puritanisme in Engeland ontwikkelde zich anders dan dat in Schotland. In Schotland kon deze stroming haar stempel drukken op de nationale Kerk, terwijl het puritanisme in Engeland de meeste tijd slechts op plaatselijk niveau grote invloed had binnen de Anglicaanse Kerk. Het puritanisme begon als beweging die een reformatie van de liturgie en kerkregering nastreefde. Toen dat niet lukte, ontstonden er veel onafhankelijke kerken en gemeenten, die tijdens het bewind van Oliver Cromwell grote invloed hadden, maar daarna slechts een marginaal bestaan kenden. Het Schotse puritanisme is vormgegeven door John Knox, bijvoorbeeld door het 'Book of discipline'. Onder de Engelse puriteinen was een kleine groep die de volwassenendoop hanteerde. Hieruit ontstond het baptisme. De hoofdstroom in Engeland en de Schotse puriteinen paste echter de kinderdoop toe. Zodoende werd het puritanisme na verloop van tijd een beweging binnen en buiten de Anglicaanse kerk die streefde naar heiliging van individuen, de kerk en de maatschappij.
De puriteinen namen niet direct een standpunt in tegen slavernij, toch schreef de puritein Samuel Sewall in 1700 het boekje 'The selling of Joseph', waarin hij zich er tegen keerde.

## Verspreiding
Het puritanisme maakt deel uit van een internationale beweging binnen het protestantisme in de zeventiende en achttiende eeuw. Zo was er in Duitsland het Piëtisme, in Nederland de Nadere Reformatie en ontstonden in Noord-Amerika binnen puriteinse kringen de First en Second Great Awakening.
Invloedrijke puriteinen waren John Owen (1616-1683), William Perkins (1558-1602), Richard Baxter (1615-1691) en John Bunyan (1628-1688). Ook de baptist Charles Spurgeon (1834-1892) was duidelijk een kind van het puriteins gedachtegoed. De uit Wales afkomstige predikant Martyn Lloyd-Jones (1899-1981) wordt wel ''puritein uit de twintigste eeuw" genoemd.
Verschillende puriteinen waren de grondleggers van staten in New England in de latere Verenigde Staten, een voorbeeld hiervan is John Winthrop die gouverneur was van Massachusetts Bay Colony. Hun visie heeft lange tijd het Amerikaanse denken beheerst.
In Nederland is het puriteinse gedachtegoed en levensbeschouwing terug te vinden onder de bevindelijk gereformeerden. In deze kring worden de boeken van de puriteinen nog gelezen en herdrukt.

## Puritanisme en Israël
In de Grote Catechismus van Westminster en de Westminster Confessie (1648) die van grote betekenis zijn voor de puriteinen, wordt gesproken over de verwachting voor de toekomst: het evangelie zal over de gehele wereld verkondigd worden, de joden en de volheid van de heidenen zullen tot het geloof in Christus komen. De puriteinen waren het onderling niet altijd eens over de precieze invulling van de bijbelse profetieën, maar velen hadden in hun toekomstverwachting een prominente plaats ingeruimd voor het Joodse volk. Op grond van de blijvende kracht van Gods verkiezing van Israël geloofden zij, dat Israël tot bekering zal komen en Jezus als de messias zal erkennen. De puriteinen gingen hiermee in tegen de vervangingstheologie die lang in veel kerken aanwezig was en is.

## Sober mirth
Ontspanning in puriteinse kring wordt 'sober mirth' genoemd en staat voor een manier van ontspannen die goed en onschuldig is, die dus niet tot zonde leidt en God en de buur geen kwaad berokkent. Vooral eetfestijnen en spin-avonden(bees) zijn belangrijke manieren van ontspannen. Gaandeweg kwam daar ook het dansen bij, zolang het in groepen gebeurde. In koppels dansen kon tot seksuele wellust leiden en betekende dus een gevaar. De belangrijkste doelstelling was dan ook vaak de groepscontacten en sociale contacten versterken. Centraal in de beleving van de sober mirth is dat deze bestemd is voor de werkende mens. Jongeren hebben geen behoefte aan ontspanning, ouderen bereiden zich het best voor op de dood.

## Overdrachtelijk gebruik
De aanduiding 'puritein' wordt ook - meestal in negatieve zin - gebruikt om iemand aan te duiden die zeer strikt is in zijn of haar principes en overtuiging. In deze betekenis staat het vrijwel synoniem aan rigorisme.

## Puriteinse predikanten
Enkele noemenswaardige puriteinse predikanten waren:
- William Ames
- Richard Baxter
- Thomas Boston
- John Bunyan
- Ralph Erskine
- Ebenezer Erskine
- Thomas Goodwin
- John Harvard
- Robert Murray M'Cheyne
- Thomas Hooker
- James Janeway
- Matthew Meade
- John Owen
- William Perkins
- Samuel Rutherford
- Richard Sibbes
- Salomon Stoddard